# Buddy (nome)
Buddy  è un nome proprio di persona inglese maschile.

## Varianti
- Ipocoristici: Bud[1][4]

## Origine e diffusione
Il nome deriva dal termine inglese buddy, che significa "amico", un vocabolo legato etimologicamente alla parola brother ("fratello"). Per significato, quindi, è affine a nomi quali Amico, Anis, Emre, Khalil e Rut.
Nato come soprannome, cominciò ad essere usato anche come prenome a partire dalla fine del XIX secolo, raggiungendo la massima popolarità negli anni trenta del XX secolo. Non si tratta però di un nome particolarmente diffuso: negli Stati Uniti d'America, non si trova nella lista dei 1.000 nomi più popolari.

## Onomastico
Il nome è adespota, cioè non è portato da alcun santo. Si può festeggiarne l'onomastico il 1º novembre, giorno di Ognissanti.

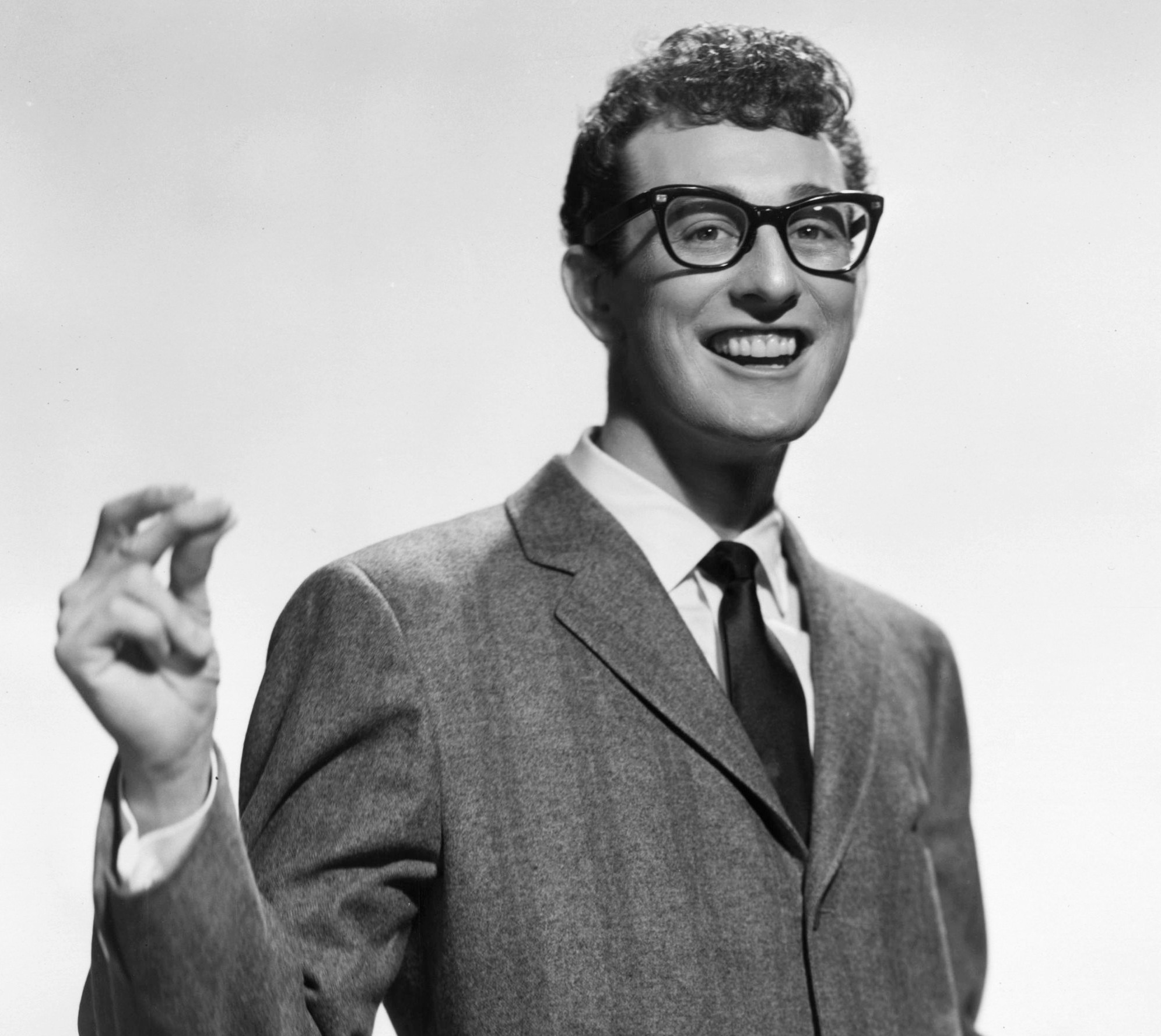
Buddy Holly

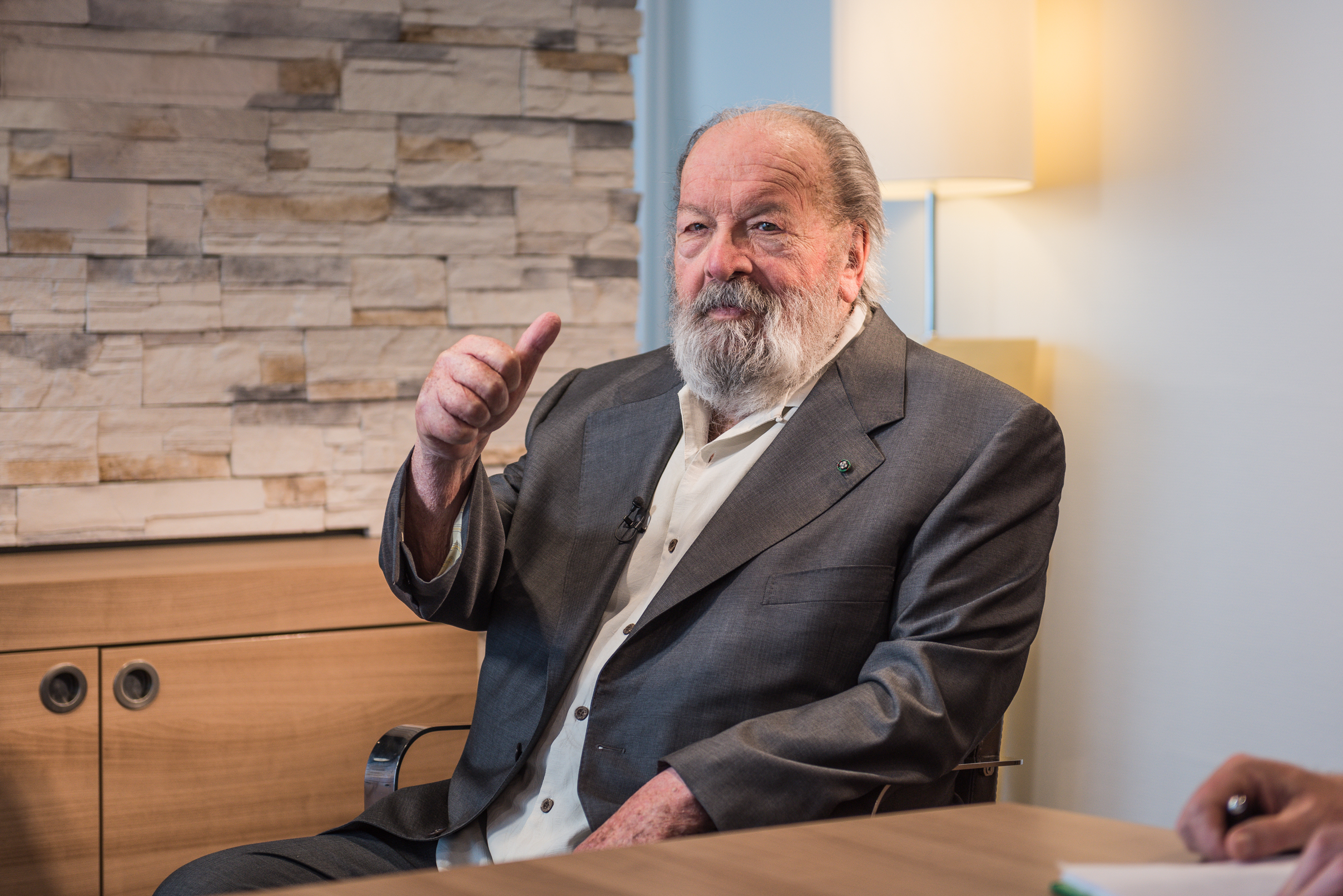
Bud Spencer

## Persone
- Buddy Ebsen, attore e ballerino statunitense
- Buddy Guy, chitarrista e cantautore statunitense
- Buddy Hield, cestista bahamense
- Buddy Holly, cantautore e chitarrista statunitense
- Buddy Murphy, wrestler australiano
- Buddy Rich, batterista statunitense
- Buddy Roberts, wrestler statunitense
- Buddy Rogers, wrestler statunitense
- Buddy Valastro, pasticciere e personaggio televisivo statunitense

### Variante Bud
- Bud Spencer, pseudonimo di Carlo Pedersoli, attore, nuotatore e sceneggiatore italiano

## Il nome nelle arti
- Buddy è una serie televisiva britannica, con Wayne Goddard nel ruolo di Buddy Clarke[6].